# Bahnstrecke Tournemire-Roquefort–Le Vigan
| Bahnhof Le Vigan (vor 1931) |                                                            |                                                                        |                                                                        |
| Streckennummer (SNCF): | 727 000                                                    |                                                                        |                                                                        |
| Kursbuchstrecke (SNCF): | 29, 727                                                    |                                                                        |                                                                        |
| Streckenlänge: | 61,8 km                                                    |                                                                        |                                                                        |
| Spurweite: | 1435 mm (Normalspur)                                       |                                                                        |                                                                        |
| Maximale Neigung: | 33 ‰                                                       |                                                                        |                                                                        |
| Streckengeschwindigkeit: | Tournemire-Rf.–Sauclières: 60 Sauclières–Le Vigan: 50 km/h |                                                                        |                                                                        |
| |                                                            |                                                                        |                                                                        |
| \| \| \| Bahnstrecke Béziers–Neussargues von Béziers \| \| \| \| \| Bahnstrecke Tournemire-Roquefort–Saint-Affrique v. St-Affrique \| \| \| \| 524,6 \| Tournemire-Roquefort \| 498 m \| \| \| \| Bahnstrecke Béziers–Neussargues nach Neussargues \| \| \| \| \| Tunnel de Boutinenques (1 885 m) \| \| \| \| \| Tunnel de Pradé (264 m) \| \| \| \| \| Tunnel de Gruizal (290 m) \| \| \| \| \| Tunnel de Serres-Mézières (272 m) \| \| \| \| \| Tunnel de Camps (167 m) \| \| \| \| \| Tunnel de Labastide (343 m) \| \| \| \| 529,9 \| La Bastide-Pradines \| 574 m \| \| \| \| Tunnel de Pèbres (291 m) \| \| \| \| \| Tunnel de Pepinous (214 m) \| \| \| \| \| Viaduc de Bassin (165 m) \| \| \| \| \| Tunnel de Bassin (246 m) \| \| \| \| \| Tunnel du Grand-Tournant (118 m) \| \| \| \| 534,0 \| Lapanouse-de-Cernon \| 642 m \| \| \| \| Viaduc de Lapanouse (218 m) \| \| \| \| \| Ravin de Torrès (Viaduc de Sainte-Eulalie, 164 m) \| \| \| \| 538,0 \| Sainte-Eulalie-de-Cernon \| 703 m \| \| \| \| Tunnel de Duat (107 m) \| \| \| \| \| Tunnel des Cayrelets (127 m) \| \| \| \| \| Viaduc des Cayrelets (80 m) \| \| \| \| \| Tunnel du Rouquet (347 m) \| \| \| \| ~543,0 \| Abzw. Militärlager Larzac \| Abzw. Militärlager Larzac \| \| \| 543,5 \| L'Hospitalet-du-Larzac \| 730 m \| \| \| ~543,6 \| D 809 (ehem. N 9) \| D 809 (ehem. N 9) \| \| \| ~543,9 \| A 75 \| A 75 \| \| \| 554,3 \| Nant-Comberedonde \| 792 m \| \| \| \| Tunnel du Vassel (234 m) \| \| \| \| \| Viaduc du vassel (110 m) \| \| \| \| \| Viaduc du Prat-Long (60 m) \| \| \| \| \| Tunnel du Bousquillous (204 m) \| \| \| \| 560,8 \| Sauclières \| 733 m \| \| \| \| \| \| \| \| 562,9 \| Tunnel du Capelier (809m) Grenze Département Aveyron / Gard (BK 563,4) \| Tunnel du Capelier (809m) Grenze Département Aveyron / Gard (BK 563,4) \| \| \| \| \| \| \| \| \| Viaduc de Valcroze (175 m) \| \| \| \| \| Tunnel de Valcroze (211 m) \| \| \| \| \| Tunnel du Pradel (113 m) \| \| \| \| \| Viaduc du Caylaret (258 m) \| \| \| \| \| Tunnel du Caylaret (259 m) \| \| \| \| 567,4 \| Alzon \| 618 m \| \| \| \| Tunnel de Nougarède (1164 m) \| \| \| \| \| Tunnel de Buffinière (254 m) \| \| \| \| \| Tunnel d’Avillères (584 m) \| \| \| \| \| Tunnel Fabrègue (210 m) \| \| \| \| \| Viaduc d’Arrigas (80 m) \| \| \| \| \| Tunnel d’Arrigas (718 m) \| \| \| \| \| Tunnel de Bouffiac (110 m) \| \| \| \| \| Tunnel du Cornier (494 m) \| \| \| \| 576,6 \| Aumessas \| 456 m \| \| \| \| Viaduc d’Aumessas (210m) \| \| \| \| \| Tunnel de Campestret (80 m) \| \| \| \| \| Tunnel Tranas (50 m) \| \| \| \| \| Tunnel des Trois-Ponts (443 m) \| \| \| \| \| Viaduc de Rieusset (100 m) \| \| \| \| \| Tunnel de l’Arre (185 m) \| \| \| \| 578,0 \| Arre-et-Bez \| 328 m \| \| \| \| Arre (150 m, Viaduc de Lavassac) \| \| \| \| \| Tunnel de Bez (442 m) \| \| \| \| \| Tunnel de Tessons (224 m) \| \| \| \| \| Pont de Lasfont (50 m) \| \| \| \| \| Pont sur l’Arre (40 m) \| \| \| \| 583,3 \| Avèze-Molières \| 252 m \| \| \| \| Pont du Coudoulous (50 m) \| \| \| \| 586,4 0,0 \| Le Vigan \| 221 m \| \| \| \| Bahnstrecke Le Vigan–Quissac nach Quissac \| \| |                                                            |                                                                        |                                                                        |
| |                                                            | Bahnstrecke Béziers–Neussargues von Béziers                            |                                                                        |
| Abzweig geradeaus und ehemals von links |                                                            | Bahnstrecke Tournemire-Roquefort–Saint-Affrique v. St-Affrique         | Bahnstrecke Tournemire-Roquefort–Saint-Affrique v. St-Affrique         |
| Bahnhof | 524,6                                                      | Tournemire-Roquefort                                                   | 498 m                                                                  |
| Abzweig ehemals geradeaus und nach links |                                                            | Bahnstrecke Béziers–Neussargues nach Neussargues                       | Bahnstrecke Béziers–Neussargues nach Neussargues                       |
| Tunnel (Strecke außer Betrieb) |                                                            | Tunnel de Boutinenques (1 885 m)                                       | Tunnel de Boutinenques (1 885 m)                                       |
| Tunnel (Strecke außer Betrieb) |                                                            | Tunnel de Pradé (264 m)                                                | Tunnel de Pradé (264 m)                                                |
| Tunnel (Strecke außer Betrieb) |                                                            | Tunnel de Gruizal (290 m)                                              | Tunnel de Gruizal (290 m)                                              |
| Tunnel (Strecke außer Betrieb) |                                                            | Tunnel de Serres-Mézières (272 m)                                      | Tunnel de Serres-Mézières (272 m)                                      |
| Tunnel (Strecke außer Betrieb) |                                                            | Tunnel de Camps (167 m)                                                | Tunnel de Camps (167 m)                                                |
| Tunnel (Strecke außer Betrieb) |                                                            | Tunnel de Labastide (343 m)                                            | Tunnel de Labastide (343 m)                                            |
| Bahnhof (Strecke außer Betrieb) | 529,9                                                      | La Bastide-Pradines                                                    | 574 m                                                                  |
| Tunnel (Strecke außer Betrieb) |                                                            | Tunnel de Pèbres (291 m)                                               | Tunnel de Pèbres (291 m)                                               |
| Tunnel (Strecke außer Betrieb) |                                                            | Tunnel de Pepinous (214 m)                                             | Tunnel de Pepinous (214 m)                                             |
| Brücke über Wasserlauf (Strecke außer Betrieb) |                                                            | Viaduc de Bassin (165 m)                                               | Viaduc de Bassin (165 m)                                               |
| Tunnel (Strecke außer Betrieb) |                                                            | Tunnel de Bassin (246 m)                                               | Tunnel de Bassin (246 m)                                               |
| Tunnel (Strecke außer Betrieb) |                                                            | Tunnel du Grand-Tournant (118 m)                                       | Tunnel du Grand-Tournant (118 m)                                       |
| Bahnhof (Strecke außer Betrieb) | 534,0                                                      | Lapanouse-de-Cernon                                                    | 642 m                                                                  |
| Brücke (Strecke außer Betrieb) |                                                            | Viaduc de Lapanouse (218 m)                                            | Viaduc de Lapanouse (218 m)                                            |
| Brücke über Wasserlauf (Strecke außer Betrieb) |                                                            | Ravin de Torrès (Viaduc de Sainte-Eulalie, 164 m)                      | Ravin de Torrès (Viaduc de Sainte-Eulalie, 164 m)                      |
| Bahnhof (Strecke außer Betrieb) | 538,0                                                      | Sainte-Eulalie-de-Cernon                                               | 703 m                                                                  |
| Tunnel (Strecke außer Betrieb) |                                                            | Tunnel de Duat (107 m)                                                 | Tunnel de Duat (107 m)                                                 |
| Tunnel (Strecke außer Betrieb) |                                                            | Tunnel des Cayrelets (127 m)                                           | Tunnel des Cayrelets (127 m)                                           |
| Brücke (Strecke außer Betrieb) |                                                            | Viaduc des Cayrelets (80 m)                                            | Viaduc des Cayrelets (80 m)                                            |
| Tunnel (Strecke außer Betrieb) |                                                            | Tunnel du Rouquet (347 m)                                              | Tunnel du Rouquet (347 m)                                              |
| Abzweig geradeaus und nach rechts (Strecke außer Betrieb) | ~543,0                                                     | Abzw. Militärlager Larzac                                              | Abzw. Militärlager Larzac                                              |
| Bahnhof (Strecke außer Betrieb) | 543,5                                                      | L'Hospitalet-du-Larzac                                                 | 730 m                                                                  |
| Strecke mit Straßenbrücke (Strecke außer Betrieb) | ~543,6                                                     | D 809 (ehem. N 9)                                                      | D 809 (ehem. N 9)                                                      |
| | ~543,9                                                     | A 75                                                                   | A 75                                                                   |
| Bahnhof (Strecke außer Betrieb) | 554,3                                                      | Nant-Comberedonde                                                      | 792 m                                                                  |
| Tunnel (Strecke außer Betrieb) |                                                            | Tunnel du Vassel (234 m)                                               | Tunnel du Vassel (234 m)                                               |
| Brücke (Strecke außer Betrieb) |                                                            | Viaduc du vassel (110 m)                                               | Viaduc du vassel (110 m)                                               |
| Brücke (Strecke außer Betrieb) |                                                            | Viaduc du Prat-Long (60 m)                                             | Viaduc du Prat-Long (60 m)                                             |
| Tunnel (Strecke außer Betrieb) |                                                            | Tunnel du Bousquillous (204 m)                                         | Tunnel du Bousquillous (204 m)                                         |
| Bahnhof (Strecke außer Betrieb) | 560,8                                                      | Sauclières                                                             | 733 m                                                                  |
| |                                                            |                                                                        |                                                                        |
| Tunnel (Strecke außer Betrieb) | 562,9                                                      | Tunnel du Capelier (809m) Grenze Département Aveyron / Gard (BK 563,4) | Tunnel du Capelier (809m) Grenze Département Aveyron / Gard (BK 563,4) |
| |                                                            |                                                                        |                                                                        |
| Brücke über Wasserlauf (Strecke außer Betrieb) |                                                            | Viaduc de Valcroze (175 m)                                             | Viaduc de Valcroze (175 m)                                             |
| Tunnel (Strecke außer Betrieb) |                                                            | Tunnel de Valcroze (211 m)                                             | Tunnel de Valcroze (211 m)                                             |
| Tunnel (Strecke außer Betrieb) |                                                            | Tunnel du Pradel (113 m)                                               | Tunnel du Pradel (113 m)                                               |
| Brücke über Wasserlauf (Strecke außer Betrieb) |                                                            | Viaduc du Caylaret (258 m)                                             | Viaduc du Caylaret (258 m)                                             |
| Tunnel (Strecke außer Betrieb) |                                                            | Tunnel du Caylaret (259 m)                                             | Tunnel du Caylaret (259 m)                                             |
| Bahnhof (Strecke außer Betrieb) | 567,4                                                      | Alzon                                                                  | 618 m                                                                  |
| Tunnel (Strecke außer Betrieb) |                                                            | Tunnel de Nougarède (1164 m)                                           | Tunnel de Nougarède (1164 m)                                           |
| Tunnel (Strecke außer Betrieb) |                                                            | Tunnel de Buffinière (254 m)                                           | Tunnel de Buffinière (254 m)                                           |
| Tunnel (Strecke außer Betrieb) |                                                            | Tunnel d’Avillères (584 m)                                             | Tunnel d’Avillères (584 m)                                             |
| Tunnel (Strecke außer Betrieb) |                                                            | Tunnel Fabrègue (210 m)                                                | Tunnel Fabrègue (210 m)                                                |
| Brücke über Wasserlauf (Strecke außer Betrieb) |                                                            | Viaduc d’Arrigas (80 m)                                                | Viaduc d’Arrigas (80 m)                                                |
| Tunnel (Strecke außer Betrieb) |                                                            | Tunnel d’Arrigas (718 m)                                               | Tunnel d’Arrigas (718 m)                                               |
| Tunnel (Strecke außer Betrieb) |                                                            | Tunnel de Bouffiac (110 m)                                             | Tunnel de Bouffiac (110 m)                                             |
| Tunnel (Strecke außer Betrieb) |                                                            | Tunnel du Cornier (494 m)                                              | Tunnel du Cornier (494 m)                                              |
| Bahnhof (Strecke außer Betrieb) | 576,6                                                      | Aumessas                                                               | 456 m                                                                  |
| Brücke über Wasserlauf (Strecke außer Betrieb) |                                                            | Viaduc d’Aumessas (210m)                                               | Viaduc d’Aumessas (210m)                                               |
| Tunnel (Strecke außer Betrieb) |                                                            | Tunnel de Campestret (80 m)                                            | Tunnel de Campestret (80 m)                                            |
| Tunnel (Strecke außer Betrieb) |                                                            | Tunnel Tranas (50 m)                                                   | Tunnel Tranas (50 m)                                                   |
| Tunnel (Strecke außer Betrieb) |                                                            | Tunnel des Trois-Ponts (443 m)                                         | Tunnel des Trois-Ponts (443 m)                                         |
| Brücke über Wasserlauf (Strecke außer Betrieb) |                                                            | Viaduc de Rieusset (100 m)                                             | Viaduc de Rieusset (100 m)                                             |
| Tunnel (Strecke außer Betrieb) |                                                            | Tunnel de l’Arre (185 m)                                               | Tunnel de l’Arre (185 m)                                               |
| Bahnhof (Strecke außer Betrieb) | 578,0                                                      | Arre-et-Bez                                                            | 328 m                                                                  |
| Brücke über Wasserlauf (Strecke außer Betrieb) |                                                            | Arre (150 m, Viaduc de Lavassac)                                       | Arre (150 m, Viaduc de Lavassac)                                       |
| Tunnel (Strecke außer Betrieb) |                                                            | Tunnel de Bez (442 m)                                                  | Tunnel de Bez (442 m)                                                  |
| Tunnel (Strecke außer Betrieb) |                                                            | Tunnel de Tessons (224 m)                                              | Tunnel de Tessons (224 m)                                              |
| Brücke über Wasserlauf (Strecke außer Betrieb) |                                                            | Pont de Lasfont (50 m)                                                 | Pont de Lasfont (50 m)                                                 |
| Brücke über Wasserlauf (Strecke außer Betrieb) |                                                            | Pont sur l’Arre (40 m)                                                 | Pont sur l’Arre (40 m)                                                 |
| Bahnhof (Strecke außer Betrieb) | 583,3                                                      | Avèze-Molières                                                         | 252 m                                                                  |
| Brücke über Wasserlauf (Strecke außer Betrieb) |                                                            | Pont du Coudoulous (50 m)                                              | Pont du Coudoulous (50 m)                                              |
| Bahnhof (Strecke außer Betrieb) | 586,4 0,0                                                  | Le Vigan                                                               | 221 m                                                                  |
| |                                                            | Bahnstrecke Le Vigan–Quissac nach Quissac                              |                                                                        |

Die Bahnstrecke Tournemire-Roquefort–Le Vigan war eine eingleisige, normalspurige Eisenbahnstrecke in den südfranzösischen Départements Aveyron und Gard. Sie verband die Bahnstrecke Béziers–Neussargues im Westen mit der 5000-Einwohner-großen Unterpräfektur Le Vigan, das auf der Grenze zwischen dem „Hoheitsgebiet“ der beiden Bahngesellschaften Chemins de fer du Midi (Midi) und Chemins de fer de Paris à Lyon et à la Méditerranée (PLM) lag. Die Strecke fand von dort ihre Fortsetzung in der Bahnstrecke Le Vigan–Quissac, ohne dass hier eine weitere Streckentrennung stattfand.

## Geschichte
Nachdem seit den 1850er und 1860er Jahren entlang der Küste mit den beiden Bahnstrecken Bordeaux–Sète und Tarascon–Sète eine gute Anbindung an das Eisenbahnnetz Frankreichs stattgefunden hatte, befand die Regionalverwaltung, dass auch das Hochland des Aveyron von dieser Infrastruktur profitieren müsse. Sie erarbeitete zwei unterschiedliche Streckenführungen, die sie dem Generalrat der Brücken- und Straßenverwaltung (Conseil Général des Ponts et Chaussées) am 12. April 1861 vorlegte. Beteiligt waren auch die beiden unterschiedlich großen Bahngesellschaften, die jeweils eine andere Streckenführung bevorzugten.
Ausgangspunkt der Planungen war die Stadt Rodez, die sowohl über einen Anschluss in Richtung Paris als auch nach Bordeaux verfügte. Von dort sollte in südöstliche Richtung nach Montpellier oder Nîmes weitergebaut werden. Am 17. Februar 1862 entschied sich die von der Verwaltung beauftragte Kommission für eine ausschließlich südlich gerichtete Trassenführung durch das Département Hérault, weil in Bézier an die Gleise der Bahnstrecke Bordeaux–Sète angeschlossen werden konnten. Die kleinere Bahngesellschaft Midi hatte hier gewonnen und die Bahnstrecke Béziers–Neussargues ging in Bau.
Erst 15 Jahre später kam das „Hochland“-Problem wieder auf den Tisch. Die PLM hatte 1872 – quasi in Vorleistung – die Bahnstrecke Sommières–Gallargues in Betrieb genommen, die von der Küstenstammstrecke nach Nordwesten abzweigte. Ab Sommières verlief sie weiter über Quissac bis nach Ganges, wo eine erstarkende Seidenindustrie einen neuen Verkehrsweg erwartet hatte. Ganges lag bereits im Département Hérault, also im Zuständigkeitsbereich der Midi, und eine Anknüpfung erschien gegeben. Nun liefen die Verwaltungsprozesse im Hérault für die Errichtung dieser Hochland-Verbindung zunächst am 8. August 1879 mit einer Gemeinnützigkeitserklärung wieder an. Am Ende gab es tatsächlich eine durchgehende, von der Küstenstrecke unabhängige Verbindung Nîmes–Albi.
Zwischen zwei Streckenvarianten wurde gegen die durch das Tal der Dourbie und für die Hochland-Trasse über den Causse du Larzac entschieden. Am 20. November 1883 erhielt die Midi die Konzession für den Bau und Betrieb der Strecke, die sie mit der gleichen Konzession in westliche Richtung über Saint-Affrique bis Albi fortsetzen konnte, das so auch geschehen sollte.
Am 24. August 1896 ging die Strecke in Betrieb. Erhebliche Schwierigkeiten beim Bau hatten diese massive Verzögerung verursacht. Wie alle anderen Bahnstrecken Frankreichs wurde sie zum 1. Januar 1938 verstaatlicht und ging in den Besitz der SNCF über. Ein Jahr später wurde der Reiseverkehr geschlossen. Die Schließung des Güterverkehrs erfolgte in drei Schritten: Zunächst schloss 1952 der knapp 40 km lange Abschnitt zwischen L’Hospitalet-du-Larzac und Avèze-Molières, sodass Avèze-Molières nur noch von Osten erreichbar war. 1960 folgten die 19 km zwischen dem Streckenbeginn in Tournemire-Roquefort bis L’Hospitalet-du-Larzac. 1971 dann auch der restliche Abschnitt ab Le Vigan. Die Entwidmungsjahre waren 1954, 1970 und 1972.

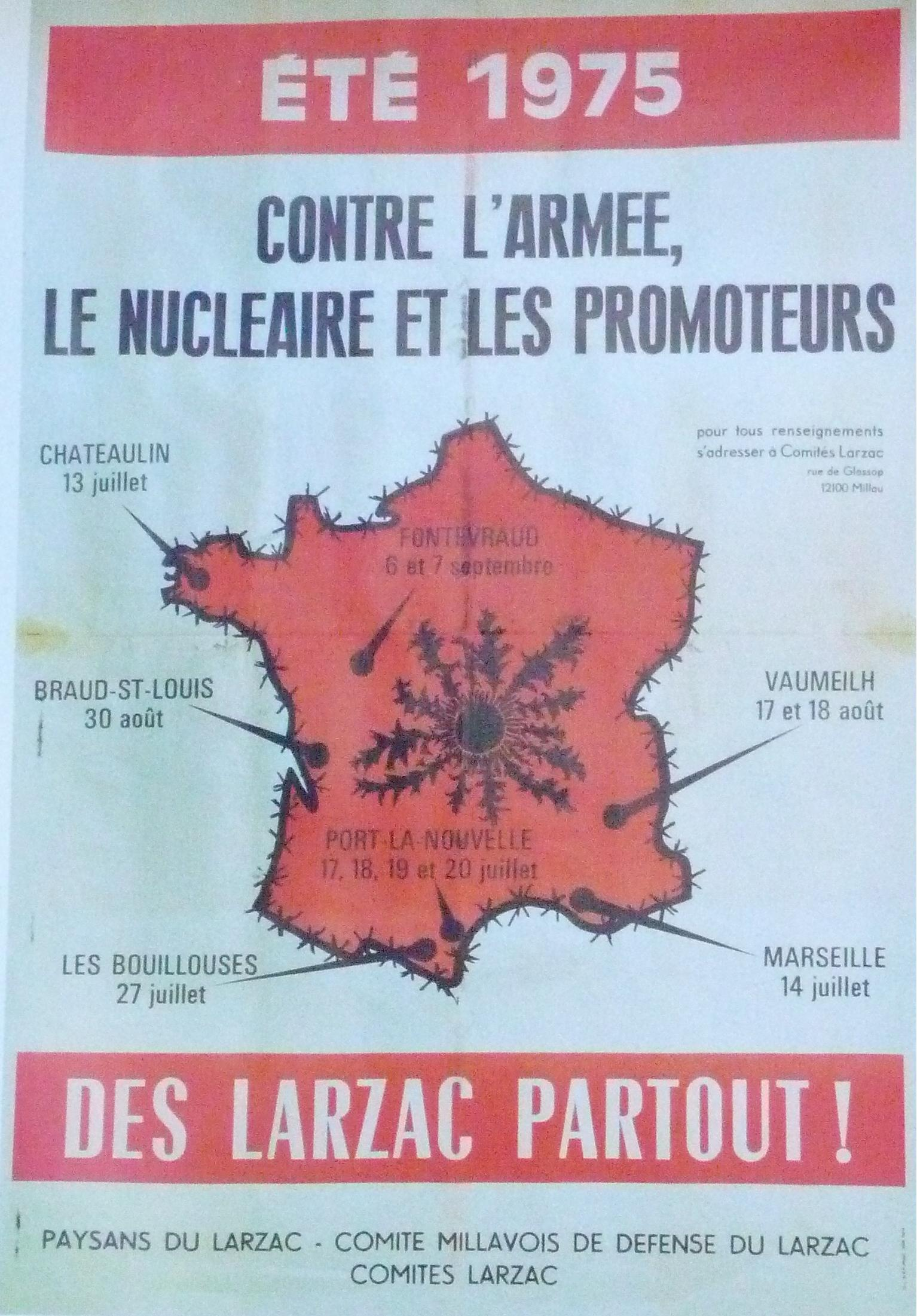
Protestplakat der Larzac-Proteste (1975)

Ende der 1970er Jahre wurde der Abschnitt von Tournemire nach L’Hospitalet von den Französischen Streitkräften im Rahmen der Erweiterung des Militärlagers Larzac wieder instand gesetzt, was zu heftigen Protesten zunächst seitens der lokalen Bevölkerung führte, da die Bauern ihr Land abgeben mussten und erste Enteignungsprozesse begannen. Inmitten der Proteste gegen die Erweiterung des Larzac-Lagers wurde ein Bogen eines Viadukts von einer bis dahin unbekannten Organisation mit Plastiksprengstoff beschädigt. Die damals bereits aufgelassene und schienenlose Strecke befand sich im militärischen Sperrgebiet. Es formierten sich landesweit gewaltsame Proteste, weil auch andere Landesteile von ähnlichen Maßnahmen betroffen waren.

“Volem viure e trabalhar al païs”

„Wir wollen auf unserem Land leben und arbeiten.“

Die Aufgabe der Erweiterung dieses Lagers im Jahr 1981 beendete für die Befürworter der Strecke alle Hoffnungen, jemals wieder irgendeinen Verkehr auf ihr zu haben.

## Streckenbeschreibung
Im Bahnhof von Tournemire beginn die 61,8 km lange Strecke, deren Kilometrierung im Bahnhof Bordeaux-Saint-Jean begann und sich über Toulouse, Béziers und Millau fortsetzte. Zunächst verlief die Strecke für wenige Hundert Meter gemeinsam mit den Gleisen in Richtung Neussargues, um dann nach rechts in den 1885 m langen Tunnel de Boutinenques abzubiegen. Damit war das Tal des Cernon erreicht und mit 12 weiteren Tunneln mit einer Gesamtlänge von wieder 1881 m sowie fünf Viadukten mit einer Gesamtlänge von 465 m war die Hochebene von Larzac erreicht. Diese stellt auch die Wasserscheide zwischen Atlantik und Mittelmeer dar.
Sauclières war ein wichtiger Güterbahnhof, weil von hier Holz- sowie zwischen 1900 und 1933 auch Blei- und Zink-Transporte abgingen. Von den Minen bei Villemagne in der Gemeinde Saint-Sauveur-Camprieu war eine Seilbahn installiert. Auch existierte hier von Anfang an eine Postkutsche, die sowohl Dourbies als auch Saint-Jean-du-Bruel verband.
Die Strecke hat eine durchschnittliche Steigung von 25 und maximal 33 ‰.

## Betrieb
In den Anfangsjahren bis 1929 waren vier Zugpaare unterwegs, die alle Unterwegshalte bedienten. Ab 1930 bis zur Übernahme durch die SNCF waren es nur noch die gesetzlich vorgeschriebenen drei täglichen Verbindungen, die vierte wurde durch einen Omnibus ersetzt. Die Anschlüsse zur wichtigen Nord-Süd-Verbindung Béziers–Neussargues in Tournemire wurden eingehalten. Im Einsatz waren meist Engerth-Lokomotiven vom Typ 035 und 240 T oder bei Güterzügen vom Typ 050. Zu einer angedachten Elektrifizierung der Strecke kam es nicht mehr. Die Streckenschließung wurde vor allem durch den fehlenden Güterverkehr mit der Schließung der Minen von Villemagne verursacht.
Seit Sommer 1995 wird ein Draisinenverkehr und zwei tägliche Touristik-Gelegenheitsfahrten mit einem Schienenbus vom Typ Renault VH Nr. 24 durchgeführt. Die Hochebene wurde inzwischen zum Naturpark erklärt und der Schienenweg zum Voie verte.